# Gephyromantis runewsweeki
Gephyromantis runewsweeki is een kikker uit de familie gouden kikkers (Mantellidae). De soort werd voor het eerst wetenschappelijk beschreven door Miguel Vences en Ignacio De la Riva in 2007. De soort behoort tot het geslacht Gephyromantis. De soortaanduiding runewsweeki is een eerbetoon aan de Russische (ru) editie van het nieuwsblad newsweek, die het onderzoek naar de kikkers sponsorde.
De soort is beschreven op basis van twee mannelijke exemplaren die een lengte hadden van 22,5 tot 23,8 millimeter.

## Leefgebied
De kikker is endemisch in Madagaskar. De soort komt voor in nationaal park Ranomafana in het oosten van het eiland en leeft in de subtropische bossen van Madagaskar op een hoogte van 1000 tot 1350 meter boven zeeniveau.